# Аверкиева, Юлия Павловна
Ю́лия Па́вловна Аве́ркиева (в замужестве — Петро́ва; 24 июля 1907 года, село Подужемье, Кемский уезд, Архангельская губерния, Российская империя — 9 октября 1980 года, Москва, СССР) — советская этнограф-американист, крупнейший специалист по этнографии индейцев Северной Америки. Доктор исторических наук. Автор ряда монографий об истории общества у американских индейцев и теоретической мысли в американской этнографии, а также многих научных статей и докладов на международных научных конгрессах.

## Биография

### Ранние годы
Юлия Павловна Аверкиева родилась 24 июля 1907 года в семье онежских крестьян-поморов, в селе Подужемье, Кемского уезда, Архангельской губернии. В 1925 году окончила школу 2-й ступени в городе Кемь. Свободно владела карельским языком. В том же году Наркомпросом Карельской АССР была направлена в город Петрозаводск для сдачи экзамена в вуз. Поступила на этнографическое отделение географического факультета Ленинградского государственного университета, где проходила обучение у Владимира Германовича Тан-Богораза и Льва Яковлевича Штернберга.
В 1929 году окончила университет со специализацией по финно-угорским народам, и на два года была командирована Наркомпросом РСФСР на стажировку в Колумбийский университет в Нью-Йорке в США, где специализировалась в области американской этнографии у Франца Боаса. Осенью 1930 года, приняв его приглашение, участвовала в экспедиции к индейцам племени квакиютль на острове Ванкувер в Канаде. Эта экспедиция навсегда определила круг её научных интересов.

### Научная деятельность в 1930-е — 1940-е годы
Сразу по возвращении на родину она поступила в аспирантуру АН СССР и была прикреплена к Музею антропологии и этнографии АН СССР, где работала над кандидатской диссертацией под руководством Николая Михайловича Маторина и Владимира Германовича Тан-Богораза. Весной 1932 года в журнале «Советская этнография» появилась её первая научная статья, посвящённая вопросам этнологии и физической антропологии.
4 августа 1931 года Юлия Павловна Аверкиева вышла замуж за Петра Афанасиевича Букина, ре-эмигранта из США, который взял её фамилию. Брак оказался неудачным, и, несмотря на рождение дочери Елены, в 1934 году супруги развелись. Осенью 1935 года она вышла замуж во второй раз за Аполлона Александровича Петрова, научного сотрудника Ленинградского отделения Института востоковедения АН СССР, специалиста по древней китайской философии, который удочерил её ребёнка от первого брака. В том же 1935 году Юлия Павловна Аверкиева защитила кандидатскую диссертацию на тему «Рабство у племён северо-западного побережья Северной Америки». К тому времени, помимо русского и карельского, она свободно владела английским, немецким, французским и финским языками.
В 1936 году по политическим мотивам её исключили из ВЛКСМ и уволили с работы. Однако в том же году Юлия Павловна Аверкиева была принята на должность библиотекаря I разряда в отдел систематики Государственной публичной библиотеки им. Салтыкова-Щедрина. Здесь ею была проведена большая работа по созданию и систематизации каталогов библиотеки по этнографии, географии и антропологии. В 1937 году у неё родилась дочь Зинаида. В 1938 году она была принята в Институт этнографии на должность старшего научного сотрудника.
В июле 1941 года эвакуировалась с семьёй из Ленинграда в Москву, затем в село Услан под Казанью и Куйбышев, где находилась до апреля 1942 года.
Из эвакуации вернулась в Москву. После, вместе с мужем, командированным в качестве дипломатического работника в Китай, с мая 1942 по сентябрь 1943 года и с 1945 по июль 1947 года жила в городе Чунцине. С сентября 1943 по 1945 год состояла в заочной докторантуре Института этнографии АН СССР. По возвращении из Китая в 1947 году была принята в этот институт на должность младшего научного сотрудника.

### Арест и реабилитация
По политическим мотивам была арестована 25 ноября 1947 года. В заключении 28 апреля 1948 года Юлия Павловна Аверкиева родила сына, которого у неё отобрали через две недели и отдали в детский дом, ничего не сказав о нём Аполлону Александровичу Петрову. В 1949 году её осудили на пять лет лагерей и отправили отбывать наказание в исправительно-трудовой лагерь в городе Темников, в Мордовской АССР. В том же году скоропостижно скончался второй муж Юлии Павловной Аверкиевой. 28 ноября 1952 года она была выслана в Енисейский район Красноярского края. Здесь в посёлке Стрелка учёный-этнограф работала учётчицей на шпалозаводе и фактурщицей на лесозаготовке. В 1954 году по амнистии вернулась в Москву, а в 1956 году была полностью реабилитирована.

### Научная деятельность в 1960-е — 1970-е годы
В августе 1957 года Юлия Павловна Аверкиева была восстановлена в должности младшего научного сотрудника Института этнографии АН СССР. В этом научном институте она трудилась до самой смерти. Последней её должностью здесь была должность заведующего сектором народов Америки. В марте 1962 года она защитила докторскую диссертацию на тему «Разложение родовой общины и формирование классовых отношений у индейцев Северо-Западного побережья Северной Америки», и в июле того же года ей была присуждена учёная степень доктора исторических наук. В том же году вступила в КПСС. Большое внимание уделяла современному ей движению индейцев в США и Канаде и их положению в этих странах.
Принимала участие в Международных конгрессах по антропологии и этнографии в Москве (1964), Токио (1968), Чикаго (1973), Международных конгрессах по социологии в Эвиане (1966), Варне (1970), Торонто (1974), Стокгольме (1978), в Международном конгрессе психологов в Москве (1966), в симпозиуме «Место этнографии в системе наук» в Бург-Вартенштейне в Австрии (1976) и других научных форумах. Неоднократно избиралась в руководящие органы советов международных научных обществ. Она была членом Постоянного совета Международного союза антропологических и этнологических наук, вице-президентом Исследовательского комитета по расовым и этническим отношениям и положению нацменьшинств при Международной социологической ассоциации. С 1966 по 1980 год была главным редактором журнала «Советская этнография».

Юлия Павловна — человек ортодоксальных марксистских убеждений, которые не поколебали годы, проведенные ею в тюрьме, лагере и на поселении в Сибири, — сохраняла верность основным положениям концепции Моргана — Энгельса. Однако она не препятствовала свободному обмену мнениями по этим вопросам на страницах журнала, правда, в разделе «Дискуссии и обсуждения».— Тумаркин Д. Д. Четырнадцать лет в «Советской этнографии» (из воспоминаний заместителя главного редактора журнала в 1966—1980 гг.) // Этнографическое обозрение. 2001. № 4. С. 20—26.
Юлия Павловна Аверкиева умерла 9 октября 1980 года в Москве. Она была кремирована. Урна с её прахом была захоронена в могиле Петрова Аполлона Александровича на Ваганьковском кладбище.
Отзывался о ней в своих мемуарах Владимир Рафаилович Кабо.

## Основные работы
- Рабство у индейцев Северной Америки. — М.: Изд-во Академии наук СССР, 1941. — 100 с.
- Разложение родовой общины и формирование раннеклассовых отношений: в обществе индейцев Северо-западного побережья Северной Америки. — М.: Изд-во Академии наук СССР, 1961. — 271 с.
- Индейское кочевое общество XVIII-XIX вв.. — М.: Наука, 1970. — 175 с.
- Индейцы Северной Америки. От родового общества к классовому. — М.: Наука, 1974. — 347 с.
- История теоретической мысли в американской этнографии. — М.: Наука, 1979. — 299 с.
- Из экспедиционных материалов по индейцам квакиютль.. — СПб.: Музей антропологии и этнографии (МАЭ) РАН, 2005. — 323 с. — (Аборигены Америки: предметы и представления).

## Комментарии
1. ↑  У индейцев из племени квакиютль Юлия Павловна Аверкиева прошла инициацию и получила новое имя Хвуана, а также родовой тотем в виде ярко раскрашенного орла, терзающего касатку, который всегда хранила на своём письменном столе.